# Robert C. Stempel
Robert Carl „Bob“ Stempel (* 15. Juli 1933 in Trenton, New Jersey; † 7. Mai 2011 in West Palm Beach, Florida) war ein US-amerikanischer Industriemanager und von 1980 bis 1982 Vorstandsvorsitzender der Adam Opel AG.

## Leben
Stempel war CEO von General Motors (GM). Er kam 1958 zu General Motors. Von September 1980 bis Februar 1982 war er Vorstandsvorsitzender der Adam Opel AG. 1982 kehrte er als  General Manager von Chevrolet nach Detroit zurück.
| Personendaten    | Personendaten                                           |
| ---------------- | ------------------------------------------------------- |
| NAME             | Stempel, Robert C.                                      |
| ALTERNATIVNAMEN  | Stempel, Robert Carl (vollständiger Name); Stempel, Bob |
| KURZBESCHREIBUNG | US-amerikanischer Industriemanager                      |
| GEBURTSDATUM     | 15. Juli 1933                                           |
| GEBURTSORT       | Trenton, New Jersey                                     |
| STERBEDATUM      | 7. Mai 2011                                             |
| STERBEORT        | West Palm Beach, Florida                                |